# Ludwig Schindler
Ludwig Schindler (* 11. September 1949 in Straubing) ist ein deutscher Psychologe, Psychotherapeut und  Professor an der Otto-Friedrich-Universität Bamberg.

## Werdegang
Nach dem Abitur am Albert-Einstein-Gymnasium in München studierte Schindler ab 1968 Psychologie an der Ludwig-Maximilians-Universität in München. Er arbeitete von 1976 bis 1980 als wissenschaftlicher Assistent (DFG) im Forschungsprojekt „Partnerschaftstherapie“ am Max-Planck-Institut für Psychiatrie in München zusammen mit Kurt Hahlweg und Dirk Revenstorf. Anschließend wurde er von 1980 bis 1988 Assistent in der psychologischen Abteilung des MPI für Psychiatrie mit dem Forschungsschwerpunkt „Therapeutische Beziehung und Gesprächsführung“.
Mit einer Arbeit zur verhaltenstherapeutischen Paartherapie promovierte Schindler im August 1981 an der Universität Tübingen. Im Juli 1988 habilitierte er an der Universität Bamberg mit einer Schrift zur empirischen Analyse der therapeutischen Beziehung. 1989 erhielt er die Lehrbefugnis als Privatdozent und wurde 1998 zum außerplanmäßigen Professor an der Universität Bamberg berufen.
Ludwig Schindler leitet heute eine verhaltenstherapeutische Lehrpraxis in München.

## Wirken
Ludwig Schindler widmete sich den Forschungsschwerpunkten soziale Kompetenz, Paartherapie, psychosomatische Beschwerden, Schlafstörungen, therapeutische Beziehung und Gesprächsführung.
Neben Forschung und Lehre im universitären Rahmen engagierte er sich intensiv in der Aus- und Weiterbildung zum psychologischen Psychotherapeuten. Schindler ist Dozent und Lehrtherapeut sowie von der Kassenärztlichen Vereinigung und Landesärztekammer anerkannter Supervisor und Prüfer für die staatliche Prüfung zur Approbation für Verhaltenstherapie in Oberbayern und Unterfranken.

## Schriften (Auswahl)
- L. Schindler, K. Hahlweg, D. Revenstorf. Partnerschaftsprobleme? So gelingt Ihre Beziehung. Handbuch für Paare. 6. Auflage. Springer, Heidelberg 2020, ISBN 978-3662603352.
- L. Schindler, J. Gastner, N. Metz: PaarBalance – ein interaktives Online-Programm für mehr Zufriedenheit in der Paarbeziehung. Beratung aktuell. Online-Ausgabe 4/2016. active-books.de.
- L. Schindler, K. Hahlweg, D. Revenstorf: Partnerschaftsprobleme: Diagnose und Therapie. Manual für den Therapeuten. 2. Auflage. Springer, Heidelberg 2006, ISBN 3-211-83818-X.
- L. Schindler: Interventionsbereich Partnerschaft. In: S. K. D. Sulz (Hrsg.): Paartherapien. Von unglücklichen Verstrickungen zu befreiter Beziehung. CIP-Medien, München 2000, ISBN 3-932096-06-1.

| Personendaten    | Personendaten                                       |
| ---------------- | --------------------------------------------------- |
| NAME             | Schindler, Ludwig                                   |
| KURZBESCHREIBUNG | deutscher Psychologe, Psychotherapeut und Professor |
| GEBURTSDATUM     | 11. September 1949                                  |
| GEBURTSORT       | Straubing                                           |